# Le Petit Monde de Bahador

Le Petit Monde de Bahador est une collection de courts métrages iraniens regroupant trois films réalisés par Abdollah Alimorad, Ali Asgharzadeh et Behzad Farahat, et sortie en France en 2006. Les courts métrages se destinent à un très jeune public, à partir de 3 ans.

## Synopsis
Le film regroupe les trois courts métrages suivants :
- Rentrons chez nous réalisé par Behzad Farahat. Un groupe de hérissons est perdu dans une mystérieuse forêt. L'un d'eux, rusé et courageux, entreprend d'aider ses frères et sœurs à sortir de la forêt.
- Compagnons réalisé par Ali Asgharzadeh. L'histoire de deux héros au tout début du monde.
- Bahador réalisé par Abdollah Alimorad (2000). Le peuple des souris subit le joug d'un tyran cruel perpétuellement affamé. La souris Bahador, obéissant au roi, collecte la nourriture des paysans, par la force quand il le faut. Mais un jour, Bahador commence à se rendre compte des souffrances de son peuple, et finit par désobéir. Démasqué par les soldats, il est livré au tyran, mais n'a pas dit son dernier mot.

## Fiche technique
- Titre : Le Petit Monde de Bahador
- Réalisation : Abdollah Alimorad, Ali Asgharzadeh et Behzad Farahat
- Distribution : Les Films du Whippet
- Pays :  Iran
- Langue : farsi
- Durée : 55 minutes
- Date de sortie :  France : 2006
- Format : 35 mm, couleur

## Accueil critique
À sa sortie en salles en France, le film reçoit un bon accueil dans la presse, avec de bonnes critiques dans les revues de cinéma Les Cahiers du cinéma, Studio Magazine, Ciné Live et Première et dans les revues généralistes Télérama et Le Nouvel Observateur ; en revanche, Le Journal du dimanche est plus mitigé et Score n'est pas du tout convaincu.